# Entropija (klasična termodinamika)
Entropíja je termodinamična količina, ki si jo telesa izmenjujejo, ko izmenjujejo toploto. Pri reverzibilnih spremembah se entropija ne spremeni, pri ireverzibilnih spremembah pa se poveča. Entropija je mera za količino energije, ki se ne more pretvoriti v delo, ter tudi merilo za neurejenost sistema. Entropijo navadno označujemo s S.
S stališča živih bitij je to neurejenost, s stališča materije in energije pa je to urejenost.

## Termodinamična določitev entropije
Pojem entropije je leta 1865 uvedel nemški matematik in fizik Rudolf Clausius. Spremembo entropije termodinamskega sestava pri reverzibilni spremembi, opravljeni pri stalni temperaturi, je določil kot količnik med izmenjano toploto in temperaturo:
{\displaystyle \delta S={\frac {\delta Q}{T}}\!\,.}
Clausius je tako določeno količino poimenoval entropija, po grškem izrazu τρoπή, pretvorba. Takšna določitev določa le spremembo entropije, sama entropija pa ostaja nedoločena do aditivne konstante.

## Statistična določitev entropije
V statistični mehaniki je entropija S sistema določena z naravnim logaritmom Ω, pri čemer je Ω število mikroskopskih stanj, ki ustrezajo makroskopskemu stanju sistema, določenem z makroskopskimi omejitvami (npr. skupno energijo W):
{\displaystyle S=k_{\rm {B}}\,\ln \Omega \!\,.}
Sorazmernostni faktor je Boltzmannova konstanta kB. Ta enačba, ki povezuje mikroskopsko (Ω) z makroskopskim stanjem snovi (določeno z entropijo S), predstavlja osrednjo zamisel statistične mehanike.